# Arborophila brunneopectus
La pernice dorsobarrato, anche pernice pettobruno (Arborophila brunneopectus (Blyth, 1855)) è un uccello della famiglia Phasianidae diffuso nel Sudest asiatico e in Cina.

## Descrizione
Arborophila brunneopectus ha una lunghezza di 280 mm, con un'apertura alare media di 144 mm per i maschi e 134 per le femmine. Ha una coda di 6–7 cm e un becco di circa 20 mm.

## Biologia
Arborophila brunneopectus nidifica in gruppi di 4-9 esemplari, composti da due genitori e i loro piccoli, o talvolta da due famiglie. Da maggio a giugno avviene l'accoppiamento, e le uova sono deposte in una cavità coperta da bambù ed erba.
Si cibano di semi, piccoli baccelli e insetti che si trovano sul letto della foresta.

## Distribuzione e habitat
Si trova in Cambogia, Cina, Laos, Myanmar, Thailandia e Vietnam.
L'habitat naturale sono le foreste subtropicali e tropicali pianeggianti o montane. Si trova tipicamente ad altitudini relativamente alte, sotto i 900 m, ma è stato visto anche a 1.500 m e oltre.

## Tassonomia
Sono note tre sottospecie:
- Arborophila brunneopectus brunneopectus (Blyth, 1855)
- Arborophila brunneopectus henrici (Oustalet, 1896)
- Arborophila brunneopectus albigula (Robinson & Kloss, 1919)